# Struppi, der wasserscheue Hund
Struppi, der wasserscheue Hund (englischer Originaltitel Harry the Dirty Dog) ist ein Bilderbuch des US-amerikanischen Autors Gene Zion, das 1956 mit Illustrationen von Margaret Bloy Graham beim Verlag Harper & Brothers veröffentlicht wurde. Die deutsche Erstausgabe erschien 1964 beim Carlsen Verlag. Zion veröffentlichte später noch weitere Struppi-Bücher.

## Inhalt
Struppi ist ein Hund mit weißem Fell und schwarzen Flecken. Das Einzige, was Struppi überhaupt nicht mag, ist baden. Als er sieht, dass für ihn Wasser in die Badewanne eingelassen wird, schnappt er sich die Bürste, vergräbt diese im Garten und läuft von zu Hause weg, um ein paar Abenteuer zu erleben: Er tollt auf einer Baustelle und einem Bahnhof herum, spielt mit anderen Hunden fangen, rutscht auf der Ladefläche eines Lastwagens mit Kohle herunter und wird dabei immer schmutziger, bis aus ihm ein schwarzer Hund mit ein paar weißen Flecken wird. Irgendwann ist er müde und hungrig und kehrt nach Hause zurück. Doch die Familienmitglieder, bei denen er wohnt, erkennen Struppi nicht, da sie den schwarzen Hund mit den weißen Flecken für einen fremden Hund halten. Struppi führt alle Kunststücke vor, die er gelernt hat, um der Familie seine wahre Identität zu demonstrieren. Doch alle Liebesmüh ist vergebens. Traurig macht er sich von dannen. Doch plötzlich hat Struppi eine Idee: Er gräbt die Bürste aus und läuft mit ihr im Maul in das Haus, über die Stiege rauf zum Badezimmer und springt dort in die Badewanne. Die Familie folgt ihm und der Vater schlägt vor, dass die beiden Kinder den fremden Hund baden. Mit viel Seife und intensivem Schrubben löst sich der Schmutz aus seinem Fell und die Kinder erkennen schon bald darauf ihren Struppi. Dankbar wedelt der kleine Hund mit seinem Schwanz. Nach einem leckeren Abendmahl fällt Struppi auf seinem Lieblingsplätzchen rasch in einen tiefen Schlaf, in dem er von den Abenteuern des vergangenen Tages träumt. Er schläft so fest und zufrieden, dass er nicht einmal die Bürste spürt, die er unter seiner Schlafensdecke versteckt hat.

## Rezeption
Kaylee Davis schreibt in ihrer Rezension: „Diese Geschichte ist ideal für Kinder, die das abendliche Baden verweigern. Die Eskapaden des verrückten Hündchens bringen Kinder zum Lachen und machen es vielleicht leichter, sie davon zu überzeugen, dass ein Sprung in die Badewanne vorm Zubettgehen auf jeden Fall in Ordnung ist.“ Auf Grundlage einer Online-Umfrage aus dem Jahr 2007 hat die National Education Association das Buch in ihre Teachers' Top 100 Books for Children-Liste aufgenommen.

## Besonderheiten
Die Ausgabe von 1956 enthielt ausschließlich Schwarz-Weiß-Illustrationen. In einer Neuauflage aus dem Jahr 2002 fügte Margaret Bloy Graham den Originalbildern Farbe hinzu.

## Referenzen
Struppi, der wasserscheue Hund ist in dem literarischen Nachschlagewerk 1001 Kinder- und Jugendbücher – Lies uns, bevor Du erwachsen bist! für die Altersstufe 3+ Jahre enthalten.

## Ausgaben
- Harry the Dirty Dog. Harper & Brothers, USA 1956 (englisch).
- Struppi, der wasserscheue Hund. Carlsen, Deutschland 1964.

## Adaptionen
1988 wurde das Buch als animierter Kurzfilm Harry the Dirty Dog unter der Regie von Peter Matulavich verfilmt. 1997 veröffentlichten die Weston Woods Studios einen weiteren Animationsfilm unter demselben Titel mit Bruce Bayley Johnson als Erzähler.